# Эль-Джемили, Джавад
Джавад Эль-Джемили Сетти (исп. Jawad El Jemili Setti; род. 4 сентября 2002, Барселона) — испанский футболист марокканского происхождения, вингер клуба «Левски».

## Клубная карьера
Эль-Джемили — воспитанник клубов «Эспаньол» и «Дамм». В 2021 году игрок подписал контракт с кипрским «Акритас Хлоракас». 29 августа в матче против столичной «Омонии» он дебютировал в чемпионате Кипра. 17 декабря в поединке против «Неа Саламина» Джавад забил свой первый гол за «Акритас Хлоракас». В 2023 году Эль-Джемили перешёл в софийский «Левски». 28 февраля в матче против «Лудогорца» он дебютировал в чемпионате Болгарии. 22 июля в поединке против «Ботева» Джавад сделал «дубль», забив свои первые голы за «Левски».